# LeVar Burton

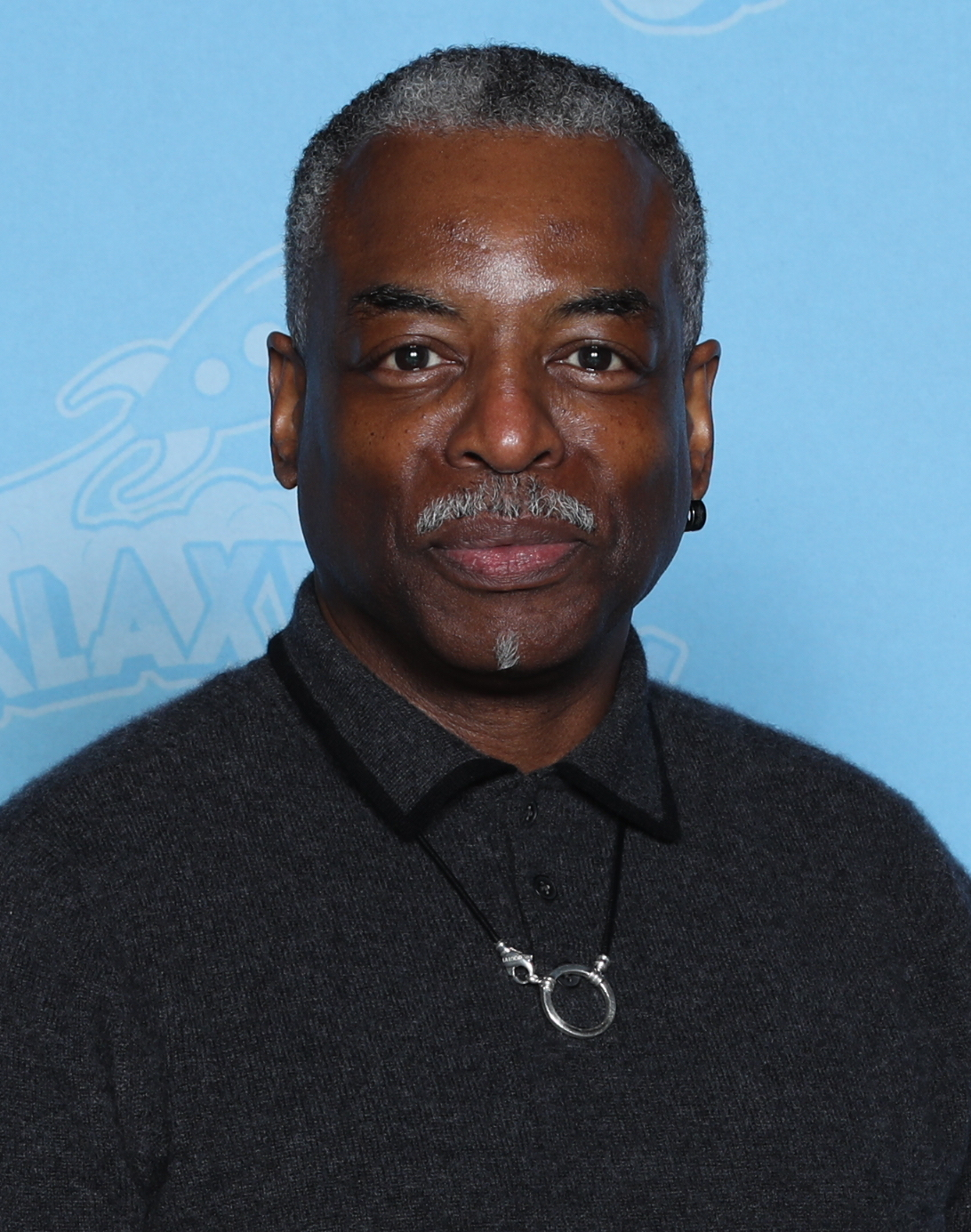
LeVar Burton (2020)

Levardis Robert Martyn Burton Jr. (* 16. Februar 1957 in Landstuhl, Deutschland) ist ein US-amerikanischer Schauspieler, Regisseur, Produzent, Autor und Pädagoge. Bekannt wurde er im deutschsprachigen Kulturraum vor allem durch seine Rolle als Geordi La Forge in der Serie Raumschiff Enterprise – Das nächste Jahrhundert.

## Leben

### Kindheit und Jugend
Burton wurde im Landstuhl Regional Medical Center geboren. Er hat zwei ältere Schwestern.
Seine Mutter, Erma Jean (geb. Christian), war Englischlehrerin an einer High School, Sozialarbeiterin, Verwalterin und Erzieherin. Sein Vater, Levardis Robert Martyn Burton, war als Fotograf des United States Army Signal Corps bei der 3rd Armored Division in Landstuhl stationiert. Die Familie kehrte vor Burtons erstem Geburtstag in die Vereinigten Staaten zurück.
Der Vater wurde ein zweites Mal in Deutschland stationiert, als Burton in der dritten Klasse war. Während der Stationierungen in Deutschland arbeitete Erma Jean, obwohl es ihrem Naturell widerstrebte, als Hausfrau. Die zweite Stationierung war von häuslicher Gewalt überschattet, die zum Scheitern der Ehe führte und den jungen Burton stark belastete. Nach dem Ende der zweiten Stationierung, während Burton in der fünften Klasse war, kehrte der Vater noch mit seiner Familie in die Vereinigten Staaten zurück, zog dann aber alleine nach Florida.
Über seine Schulzeit sagt Burton, dass er in den Vereinigten Staaten mit der Mehrheitsgesellschaft zwar eine Sprache, aber nicht die Kultur gemeinsam hatte und sich auch nicht dazu eingeladen fühlte, Teil der Kultur der Mehrheitsgesellschaft zu werden. In Deutschland hingegen gab es eine Sprachbarriere, jedoch wurde er nicht aufgrund seiner Hautfarbe ausgegrenzt. Nach dieser Erfahrung verlangte ihm die neuerliche Rückkehr in die Vereinigten Staaten einiges an Anpassungsleistung ab. Burton hörte erst als junger Erwachsener, nach dem Erfolg der Fernsehserie Roots, wieder etwas von seinem Vater.
Erma Jean ließ sich mit den drei Kindern in Sacramento im Stadtteil Meadowview nieder, der abwertend als „Ghettoview“ bezeichnet wurde. Sie nahm sofort eine Arbeit als Sozialarbeiterin für das Sacramento County Department of Social Welfare auf und ging parallel zur Abendschule, um einen Master-Abschluss in Sozialer Arbeit zu erlangen. Die drei Kinder schickte sie auf eine katholische Privatschule.
Burton verschrieb sich im Alter von acht Jahren dem Katholizismus. In der katholischen Gemeinde fand er nun Halt und Struktur, diente als Ministrant, wurde gefirmt und trat mit 13 Jahren ins Priesterseminar ein, das als Internat gleichzeitig Highschool und Vorbereitung auf die Priesterrolle war.

### Anfänge als Schauspieler
In der Highschool stand Burton von Anfang an auf der Theaterbühne. Es kamen Passionsspiele und Komödien zur Aufführung. Burton erhielt ein volles Stipendium für ein Studium der Darstellenden Künste an der prestigeträchtigen University of Southern California, wofür er 1974 nach Los Angeles zog und Schauspiel, Geschichte, Philosophie und Englisch belegte. Während seines zweiten Studienjahres waren die Produzenten der Fernsehserie Roots auf der Suche nach einem Darsteller für die Rolle des jungen Kunta Kinte. An der Schauspielschule gab es seinerzeit nur zwei andere schwarze Studenten. Burton wurde im Frühjahr 1976 für die Rolle ausgewählt, die Dreharbeiten begannen noch vor Ende des Schuljahres. Im September setzte er seine Studien fort, widmete ihnen aber neben Werbeauftritten für die Serie nur noch wenig Aufmerksamkeit.
Roots erwies sich bei seiner Ausstrahlung Anfang 1977 als Meilenstein der amerikanischen Kultur. Burtons Darstellung des Kunta Kinte, eines aus Afrika verschleppten Sklaven, der in der Neuen Welt unter unwürdigen Bedingungen überleben muss, wurde mit einer Nominierung für den Emmy Award (Kategorie: Bester Einzelauftritt eines Darstellers in einer dramatischen oder komödiantischen Serie) belohnt.

### Reading Rainbow
Ab 1983 wirkte Burton als Gastgeber und Produzent des Kinderprogramms Reading Rainbow, das Kinder zum Lesen animieren sollte. Reading Rainbow war eine Produktion von PBS, lief 23 Jahre lang und war damit neben der Sesamstraße und der im deutschsprachigen Raum unbekannten Serie Mister Rogers' Neighborhood eine der drei langlebigsten Kindersendungen des öffentlichen amerikanischen Fernsehens. Für seine Rolle als Gastgeber und seine Funktion als Produzent wurde Burton mit insgesamt zwölf Emmies, sechs Image Awards und einem Peabody Award ausgezeichnet.
Nachdem 2006 die Produktion der Fernsehserie geendet hatte, erwarb Burton anteilig die Marke Reading Rainbow und wurde Mitgründer einer Produktionsfirma. Eine Mobile App erschien 2012, durch eine Crowdfunding-Kampagne gelangte er 2014 in die Medienöffentlichkeit mit der Absicht, die Serie ins World Wide Web zu bringen und damit breiteren Schichten zugängig zu machen. Die Kampagne erzielte über 5,1 Mio. US-Dollar von insgesamt etwa 102.000 Unterstützern, was bis dato die höchste Zahl an unterstützenden Personen bedeutete. Infolge eines Rechtsstreits um die Marke Reading Rainbow veröffentlicht er seit Juni 2017 seinen eigenen Podcast LeVar Burton Reads, in dem er Kurzgeschichten bekannter und unbekannter Autorinnen und Autoren vornehmlich aus dem Bereich der Phantastik vorliest. Auch die Bezeichnungen der Produktionsfirma und der Mobile App wurden geändert.
Im Jahr 1997 veröffentlichte Burton den Science-fiction-Roman Aftermath – A Novel of the Future.

### Star Trek

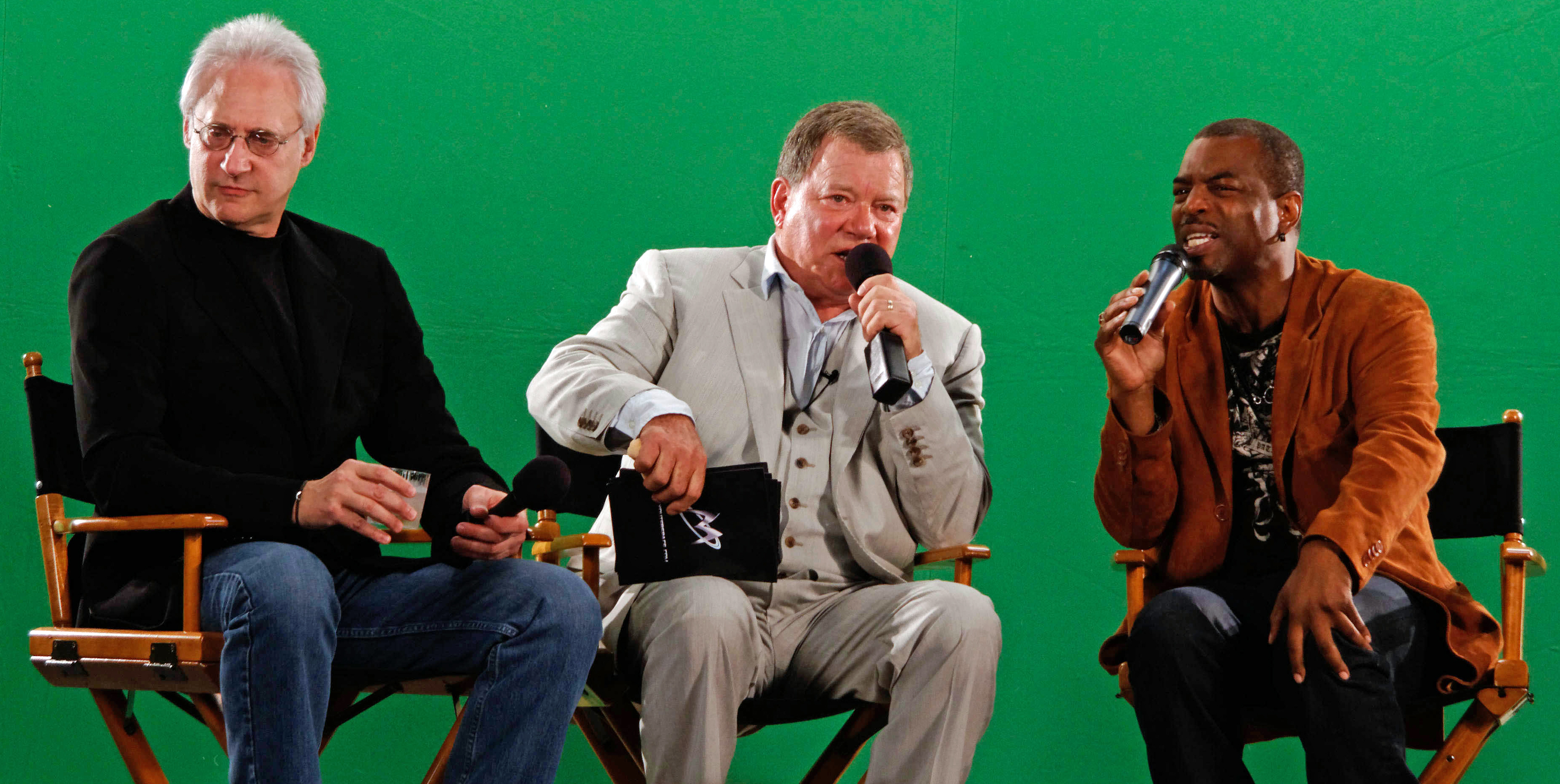
Burton mit den Star-Trek-Darstellern Brent Spiner und William Shatner auf der Comic Con in San Diego (2010)

Von 1987 bis 1994 spielte LeVar Burton den blinden Navigator und Chefingenieur Geordi La Forge in der Fernsehserie Raumschiff Enterprise – Das nächste Jahrhundert, der durch ein spezielles Gerät, eine technisch hochentwickelte Prothese namens „Visor“, sehen kann. Auch in den vier Kinofilmen zur Serie, erschienen von 1994 bis 2002, sowie in einer Folge der Serie Star Trek: Raumschiff Voyager verkörperte er diese Rolle.
Burton war außerdem Regisseur von zahlreichen Folgen der verschiedenen Star-Trek-Serien.
In der dritten und letzten Staffel von Star Trek: Picard (ab Episode 6) 2023 nahm er seine Rolle als Geordi La Forge wieder auf.

### Privates
Burton ist seit 1992 mit Stephanie Cozart verheiratet und hat zwei Kinder, darunter die Schauspielerin Mica Burton (* 1994).

Burton identifiziert sich heute mit keiner Religion: 

„Ich habe das Priesterseminar verlassen, ich habe den Katholizismus verlassen, ich habe die organisierte Religion verlassen, weil ich das Gefühl hatte, dass es in der Welt mehr für mich zu erforschen gibt, und dass ich das tun kann, ohne mich an ein bestimmtes Glaubenssystem zu halten.“

– LeVar Burton, im Jahr 2018, Podcast mit Powell Watts

## Auszeichnungen
- 1990: Stern auf dem Hollywood Walk of Fame
- 1992: Peabody Award als Produzent von Reading Rainbow für die Episode „The Wall“
- 2000: Grammy Award in der Kategorie Best Spoken Word Album als Sprecher von „The Autobiography of Martin Luther King, Jr.“
- 2003: Television Critics Association Award in der Kategorie Outstanding Achievement in Children’s Programming als Produzent von Reading Rainbow
- 2004: Best of Fest beim Chicago International Children’s Film Festival als Regisseur von Blizzard
- 2023: National Humanities Medal

Daytime Emmy
- 1990: in der Kategorie Outstanding Children’s Series als Produzent von Reading Rainbow
- 1993: in der Kategorie Outstanding Children’s Series als Produzent von Reading Rainbow
- 1996: in der Kategorie Outstanding Children’s Series als Produzent von Reading Rainbow
- 1997: in der Kategorie Outstanding Children’s Series als Produzent von Reading Rainbow
- 1998: in der Kategorie Outstanding Children’s Series als Produzent von Reading Rainbow
- 2001: in der Kategorie Outstanding Children’s Series als Produzent von Reading Rainbow
- 2001: als  Outstanding Performer in a Children’s Series in Reading Rainbow
- 2002: in der Kategorie Outstanding Children’s Series als Produzent von Reading Rainbow
- 2002: als  Outstanding Performer in a Children’s Series in Reading Rainbow
- 2003: in der Kategorie Outstanding Children’s Series als Produzent von Reading Rainbow
- 2005: in der Kategorie Outstanding Children’s Series als Produzent von Reading Rainbow
- 2007: in der Kategorie Outstanding Children’s Series als Produzent von Reading Rainbow

NAACP Image Award
- 1995: in der Kategorie Outstanding Performance in a Youth or Children’s Series/Special als Moderator von Reading Rainbow
- 1996: in der Kategorie Outstanding Educational/Informational Youth or Children’s Series/Special als Produzent von „A Reading Rainbow Special: Act Against Violence“
- 1996: in der Kategorie Outstanding Performance in an Educational/Informational Youth or Children’s Series/Special als Moderator von „A Reading Rainbow Special: Act Against Violence“
- 1999: in der Kategorie Outstanding Performance in a Youth or Children’s Series/Special als Moderator von Reading Rainbow
- 2002: in der Kategorie Outstanding Performance in a Youth or Children’s Series/Special als Moderator von Reading Rainbow
- 2003: in der Kategorie Outstanding Performance in a Youth or Children’s Series/Special als Moderator von Reading Rainbow

## Filmografie (Auswahl)
als Schauspieler
- 1976: Rebop (Fernsehserie)
- 1977: Roots (Fernsehminiserie)
- 1977: Auf der Suche nach Mr. Goodbar (Looking for Mr. Goodbar)
- 1980: Jeder Kopf hat seinen Preis (The Hunter)
- 1980: Das Guyana-Massaker (Guyana Tragedy: The Story of Jim Jones)
- 1982: Trapper John, M.D. (Fernsehserie, Folge 3x22)
- 1984: Jesse Owens – Idol und Legende (The Jesse Owens Story, Fernsehfilm)
- 1985: Creeps – Eine unheimliche Geisternacht (The Midnight Hour, Fernsehfilm)
- 1986: Rebellen des Grauens (The Supernaturals)
- 1987: Mord ist ihr Hobby – Staffel 3, Folge 17 (Eiskalt im Ring)
- 1987–1994: Raumschiff Enterprise – Das nächste Jahrhundert (Star Trek: The Next Generation, Fernsehserie)
- 1988: Roots – Das Geschenk der Freiheit (Roots: The Gift, Fernsehfilm)
- 1990–1996: Captain Planet (Zeichentrick-Fernsehserie, Sprechrolle)
- 1994: Star Trek: Treffen der Generationen (Star Trek Generations)
- 1996: Star Trek: Der erste Kontakt (Star Trek: First Contact)
- 1998: Star Trek: Der Aufstand (Star Trek: Insurrection)
- 1998: Star Trek: Raumschiff Voyager (Star Trek: Voyager, Fernsehserie, Folge 5x06 Temporale Paradoxie)
- 2000: Becker (Fernsehserie, Folge 3x07 Betrugsversuche)
- 2001: Ali
- 2002: Star Trek: Nemesis
- 2008: Reach For Me
- 2009: Entführt! – Eine Frau kämpft um ihre Freiheit (Taken in Broad Daylight, Fernsehfilm)
- 2011–2014: Community (Fernsehserie, 2 Folgen)
- 2011–2014: The Big Bang Theory (Fernsehserie, 3 Folgen)
- 2012: Zombie Invasion War (Rise of the Zombies)
- 2012–2015: Perception (Fernsehserie, 29 Folgen)
- 2019: Weird City (Fernsehserie, 4 Folgen)
- 2021: Leverage 2.0 (Folge 1x09)[8]
- 2023: Star Trek: Picard (Fernsehserie)

als Regisseur
- 1995–1999: Star Trek: Deep Space Nine (10 Folgen)
- 1995–2001: Star Trek: Raumschiff Voyager (8 Folgen)
- 1999: Das Haus der Zukunft (Smart House)
- 2003: Blizzard – Das magische Rentier (Blizzard)
- 2003: JAG – Im Auftrag der Ehre (JAG, 1 Folge)
- 2003–2006: Star Trek: Enterprise (9 Folgen)
- 2005–2006: Charmed – Zauberhafte Hexen (Charmed, 3 Folgen)
- 2008: Reach For Me
- 2014: Perception (2 Folgen)
- 2017: Scorpion (1 Folge)
- 2017–2021: Navy CIS: New Orleans (NCIS: New Orleans, 10 Folgen)
- 2021–2024: Navy CIS: Hawaiʻi (NCIS: Hawaiʻi, 5 Folgen)

als Produzent
- 1983–2006: Reading Rainbow

## Musikvideo
- Word Up von Cameo, spielt dort einen Polizisten